# Lancer du disque masculin aux Jeux olympiques d'été de 1992
Navigation
Séoul 1988 Atlanta 1996
L'épreuve du lancer du disque masculin aux Jeux olympiques de 1992 s'est déroulée les 3 et 5 août 1992 au Stade de Montjuïc de Barcelone, en Espagne. Elle est remportée par le Lituanien Romas Ubartas.

## Résultats

### Finale
| Rang               | Athlète               | Pays                        | Essais | Essais | Essais | Essais | Essais | Essais | Marque  | Notes |
| Rang               | Athlète               | Pays                        | 1      | 2      | 3      | 4      | 5      | 6      | Marque  | Notes |
| ------------------ | --------------------- | --------------------------- | ------ | ------ | ------ | ------ | ------ | ------ | ------- | ----- |
| Médaille d'or      | Romas Ubartas         | Lituanie                    | 60.90  | 62.64  | 64.36  | X      | 65.12  | X      | 65.12 m |       |
| Médaille d'argent  | Jürgen Schult         | Allemagne                   | 64.26  | 63.54  | 63.84  | 63.38  | 64.94  | 63.08  | 64.94 m |       |
| Médaille de bronze | Roberto Moya          | Cuba                        | 64.12  | X      | X      | 62.72  | X      | 62.02  | 64.12 m |       |
| 4                  | Costel Grasu          | Roumanie                    | 59.90  | 60.50  | 62.18  | 62.86  | 62.40  | X      | 62.86 m |       |
| 5                  | Attila Horváth        | Hongrie                     | 62.50  | 62.72  | 62.82  | X      | 62.56  | 62.06  | 62.82 m |       |
| 6                  | Juan Martínez         | Cuba                        | 61.72  | 61.30  | 61.86  | 62.64  | 62.10  | X      | 62.64 m |       |
| 7                  | Dmitriy Kovtsun       | Équipe unifiée de l’ex-URSS | X      | 60.04  | 60.58  | X      | 60.66  | 62.04  | 62.04 m |       |
| 8                  | Dmitri Chevtchenko    | Équipe unifiée de l’ex-URSS | 61.78  | 60.92  | X      | X      | X      | X      | 61.78 m |       |
| 9                  | David Martínez        | Espagne                     | 59.74  | 59.54  | 60.16  |        |        |        | 60.16 m |       |
| 10                 | Werner Reiterer       | Australie                   | 60.12  | 58.92  | X      |        |        |        | 60.12 m |       |
| 11                 | Vésteinn Hafsteinsson | Islande                     | 60.06  | X      | 58.90  |        |        |        | 60.06 m |       |
| 12                 | Anthony Washington    | États-Unis                  | 59.96  | X      | 58.76  |        |        |        | 59.96 m |       |

## Légende
Records et Performances
- AR : Record continental (area record)
- CR : Record des championnats (championship record)
- MR : Record du meeting (meet record)
- NR : Record national (national record)
- OR : Record olympique (olympic record)
- PR : Record paralympique (paralympic record)
- PB : Record personnel (personal best)
- SB : Meilleure performance personnelle de la saison (season's best)
- WL : Meilleure performance mondiale de l'année (world leader)
- WJR : Record du monde junior (world junior record)
- WR : Record du monde (world record)

Circonstances et Conditions
- DNF : N'a pas terminé (did not finish)
- DNS : N'a pas pris le départ (did not start)
- DQ : Disqualification (disqualification)
- NM : Aucun essai valable enregistré (No Mark)
- Q : Qualifié « directement » au prochain tour (ou à la prochaine compétition), lors d'une compétition majeure, grâce au classement ou à la réalisation des minima (automatic qualifier)
- q : Qualifié au prochain tour (ou à la prochaine compétition), lors d'une compétition majeure, grâce au repêchage ou à la réalisation de l'une des meilleures performances parmi celles des « non qualifiés directement » (grâce au meilleur temps ou à la meilleure distance par exemple) (secondary qualifier)